# Pornchai Ardjinda
Pornchai Ardjinda (thailändisch พรชัย อาจจินดา, * 14. März 1984 in Ratchaburi), auch als Pao bekannt, ist ein ehemaliger thailändischer Fußballspieler.

## Karriere
Pornchai Ardjinda stand von 2009 bis 2010 bei Air Force United unter Vertrag. Wo er vorher gespielt hat, ist unbekannt. Der Verein aus der thailändischen Hauptstadt Bangkok spielte in der zweiten Liga des Landes, der Thai Premier League Division 1. 2011 wechselte er zum Drittligisten Ratchaburi FC. Mit dem Verein aus Ratchaburi spielte er in der dritten Liga, der damaligen Regional League Division 2. Hier spielte er in der Central/Eastern Region. 2011 wurde er mit Ratchaburi Meister der Region und stieg anschließend in die zweite Liga auf. Ein Jahr später feierte er mit dem Verein die Meisterschaft der zweiten Liga und den Aufstieg in die erste Liga. Mit Ratchaburi spielte er noch ein Jahr in der ersten Liga, der Thai Premier League. Hier absolvierte er ein Spiel. Die Hinserie 2014 spielte er beim Drittligisten Grakcu Looktabfa FC in Bangkok. Die Rückserie 2014 stand er beim Erstligisten Samut Songkhram FC auf dem Spielfeld. Für den Verein aus Samut Songkhram spielte er siebenmal in der ersten Liga. 2015 verpflichtete ihn der Zweitligist Thai Honda Ladkrabang für zwei Jahre. Ende 2016 wurde er mit Thai Honda Meister der zweiten Liga und stieg somit in die erste Liga auf. Nach dem Aufstieg verließ er den Verein und schloss sich dem in der zweiten Liga spielenden Kasetsart FC an.
Ende 2017 beendete er seine Karriere als Fußballspieler.

## Erfolge
Ratchaburi FC
- Regional League Division 2 – Central/East: 2011  ▲
- Thai Premier League Division 1: 2012  ▲

Thai Honda Ladkrabang
- Thai Premier League Division 1: 2016  ▲